# Ланса, Овидио
Карлос Овидио Ланса Мартинес (исп. Carlos Ovidio Lanza Martínez, 15 мая 1989, Таланга, Франсиско-Морасан) — гондурасский футболист, нападающий гондурасского клуба «Хутикальпа» и сборной Гондураса.

## Клубная карьера
Карлос Овидио Ланса представлял гондурасские клубы «Мунисипаль Силька» и «Хувентус де Гуаймака». С 2012 года он выступает за «Хутикальпу». 19 сентября 2016 года Ланса сделал хет-трик в домашнем поединке против команды «Сосиаль Соль», проходившем в рамках Национальной лиги Гондураса.

## Карьера в сборной
8 июля 2017 года Овидио Ланса дебютировал в составе сборной Гондураса, выйдя в основном составе в матче против команды Коста-Рики, проходившем в рамках Золотого кубка КОНКАКАФ 2017. Он также принял участие в ещё трёх играх этого турнира, а также в первой встрече межконтинентальных стыковых матчей чемпионата мира 2018 против сборной Австралии.

## Достижения
«Хутикальпа»
- Обладатель Кубка Гондураса (1): 2015/16